# Paranthrene dollii
Paranthrene dollii is een vlinder uit de familie wespvlinders (Sesiidae), onderfamilie Sesiinae.
Paranthrene dollii is voor het eerst wetenschappelijk beschreven door Neumoegen in 1894. De soort komt voor in het Nearctisch gebied.